# American Life (pjesma)
"American Life" je najavni singl američke pjevačice Madonne s devetog studijskog albuma American Life. Glavna tema pjesme je kritika na američki način života.

## O pjesmi
Pjesma je puštena kao prvi singl s albuma u proljeće 2003., i dok je u Sjedinjenim Državama pjesma bila lošijeg uspjeha na ljestvicama zbog tematike, u ostalim dijelovima svijeta je zabilježila uspjeh. 
Na 1. mjesto se pjesma uspela u Kanadi, Danskoj, Italiji, Japanu i Švicarskoj, te u prvih 10 u većini ostatka zemalja.
Madonna je izvela pjesmu u emisiji MTVa "On Stage And On Record", kao i na Re-Invention World Tour.

## Na ljestvicama
Pjesma je premijerno puštena 24. ožujka 2003., isti dan kada je započeo i digitalni download. Napravljene su i razne obrade pjesme, uključujući Missy Elliott, Peter Rauhofer, Felix da Housecat i Paul Oakenfold.
Ovo je prvi puta da je jedan Madonnin singl bio dostupan u kao digitalni download. U SAD-u se pjesma rijetko puštala, zbog Madonnine kritike na američko društvo i na američku invaziju na Irak. Digitalni download je prodao singl u 4,177 primjeraka u prvom tjednu tako da je pjesma debitirala na 90. mjestu Billboardovih Hot 100, a vrh je dosegnula na 37. mjestu, i ostala u prvih 40 samo tjedan dana. Na Billboardovoj Hot 100 Singles Sales je singl dosegnuo 2. mjesto a na Hot 100 Airplay 61. mjesto.
Na Billboardovoj Hot Dance Singles Sales i Hot Dance Club Play singl je bio na 1. mjestu.
U ostatku svijeta je singl bio mnogo uspješniji tako da je u Kanadi singl dospio na 1. mjesto, u UK na 2. mjesto, a u prvih 10 u Australiji i Japanu.

## Video
Za pjesmu je izvorno snimljen spot koji je izazvao burne reakcije. Madonna je prvo izjavljivala kako je sretna što je državljanka Sjedinjenih Država zbog slobode iznošenja svoga mišljenja. Naglasila je kako ona nije protiv George Busha i protiv Iraka, nego da je ona za mir. Također je rekla da je kroz pjesmu željela približiti ljudima svoje mišljenje o svim tim situacijama.
Kasnije je Madonna zbog ozračja u državi i početka rata u Iraku, promijenila svoje mišljenje. Nakon premijere spota u Europi i Latinskoj Americi, Madonna je povukla spot za pjesmu uz objašnjenje da je spot snimljen prije rata, i da je neprilično da se sada emitira, te ne želi biti krivo shvaćena.
Madonna je snimila novi video za pjesmu, na kojem se ona nalazi u vojničkoj odori a iza nje se izmjenjuju zastave država u svijetu uključujući i Hrvatsku.

## Popis formata i pjesama
UK 2 x 12" vinyl (W603T2),  US 2 x 12" vinyl (0-42614)
- A1 "American Life" (Missy Elliott's American Dream Remix) — 4:49
- A2 "American Life" (Paul Oakenfold Downtempo Remix) — 5:32
- B1 "American Life" (Peter Rauhofer's American Anthem Part 1) — 10:41
- C1 "American Life" (Felix Da Housecat's Devin Dazzle Club Mix) — 6:10
- C2 "Die Another Day" (Calderone & Quayle Afterlife Mix) — 8:52
- D  "American Life" (Peter Rauhofer's American Anthem) (Part 2) — 9:06

UK Promo CD (The Remixes) (16658-2), European Maxi CD (The Remixes) (W603CDX 9362 42614-2)
1. "American Life" (Missy Elliott's American Dream Remix) — 4:49
2. "American Life" (Oakenfold Downtempo Remix) — 5:32
3. "American Life" (Felix Da Housecat's Devin Dazzle Club Mix) — 6:10
4. "American Life" (Peter Rauhofer's American Anthem Part 1) — 10:41
5. "American Life" (Peter Rauhofer's American Anthem) (Part 2) — 9:06
6. "Die Another Day" (Richard Humpty Vission Electrofried Mix) — 6:01

UK CD 1 (W603CD1 9362 42615-2), AU CD 1 (9362-42615-2)
1. "American Life" (Radio Edit) — 4:27
2. "American Life" (Missy Elliott's American Dream Remix) — 4:49
3. "American Life" (Peter Rauhofer's American Anthem Part 1) — 10:41

UK CD 2 (W603CD2 9362 42616-2), AU CD 2 (9362-42616-2), JP CD single (WPCR-11541)
1. "American Life" (Radio Edit) — 4:27
2. "American Life" (Oakenfold Downtempo Remix) — 5:32
3. "American Life" (Felix Da Housecat's Devin Dazzle Club Mix) — 6:10

US Maxi-Singl (42614-2)
1. "American Life" (Missy Elliott's American Dream Mix) - 4:49
2. "American Life" (Oakenfold Downtempo Remix) — 5:32
3. "American Life" (Felix Da Housecat's Devin Dazzle Club Mix) — 6:10
4. "American Life" (Peter Rauhofer's American Anthem) (Part 1) — 10:41
5. "American Life" (Peter Rauhofer's American Anthem) (Part 2) — 9:06
6. "Die Another Day" (Richard Humpty Vission Electrofield Mix) — 6:01

US Enhanced CD singl (16658-2), EU CD single (5439-16658-2), EU 12" vinyl (W603T)
1. "American Life" (Edit With Rap) — 4:27
2. "Die Another Day" (Calderone & Quayle Afterlife Mix) — 8:52

## Službene obrade
1. Felix DaHouseCat Devin Dazzle Club 6:10
2. Felix DaHouseCat Devin Dazzle Radio Mix 3:22
3. Felix DaHouseCat Devin Dazzle Radio Mix (Without Rap) 3:22
4. Headcleanr Rock Mix 4:01
5. Missy Elliott's American Dream Mix
6. Missy Elliott's American Dream Mix (Clean Edit)
7. Missy Elliott American Dream Instrumental Remix 4:33
8. Oakenfold Downtempo Mix/Remix 5:32
9. Oakenfold Radio Edit 4:01
10. Oakenfold Radio Edit (Without Rap) 3:16
11. Peter Rauhofer American Anthem Part 1 10:44
12. Peter Rauhofer American Anthem Part 2 9:06
13. Rauhofer Radio Mix 4:27

## Ljestvice
| Ljestvica (2003)                       | Pozicija |
| -------------------------------------- | -------- |
| Argentina                              | 2        |
| Australija                             | 7        |
| Austrija                               | 7        |
| Brazil                                 | 6        |
| Češka                                  | 4        |
| Čile                                   | 7        |
| Danska                                 | 1        |
| Europa                                 | 2        |
| Finska                                 | 3        |
| Francuska                              | 10       |
| Grčka                                  | 2        |
| Hrvatska                               | 1        |
| Mađarska                               | 2        |
| Irska                                  | 8        |
| Izrael                                 | 1        |
| Italija                                | 1        |
| Kanada                                 | 1        |
| Meksiko                                | 8        |
| Nizozemska                             | 13       |
| Norveška                               | 9        |
| Novi Zeland                            | 33       |
| Njemačka                               | 10       |
| Portugal                               | 1        |
| Slovačka                               | 3        |
| Španjolska                             | 2        |
| Švedska                                | 2        |
| Švicarska                              | 1        |
| Ujedinjeno Kraljevstvo                 | 2        |
| U.S. Billboard Hot 100                 | 37       |
| U.S. Billboard Hot Dance Club Play     | 1        |
| U.S. Billboard Hot Dance Singles Sales | 1        |
| U.S. ARC Weekly Top 40                 | 7        |

| Država     | Certifikacija | Prodano  |
| ---------- | ------------- | -------- |
| Australija | zlatna        | 35,000+  |
| Francuska  | srebrna       | 125,000+ |